# 治承
治承（源氏：1177年8月29日~1184年5月27日 平氏：1177年8月29日~1181年8月25日）是日本的年號。這個時代的天皇是高倉天皇與安德天皇，由後白河法皇實施院政至1179年被平氏軟禁，1183年才重啟院政。武家首領是入道相國平清盛與其子內大臣平重盛、右近衛大將平宗盛，這段期間平氏政權的權力達到巔峰。
治承年號使用的時代發生源平合戰。平氏于1181年8月25日另起年号養和，后改元壽永。源氏一直使用此年号至1183年9月8日使用壽永。

## 改元
- 安元三年八月四日（西元1177年8月29日） 改元治承。
- 治承五年七月十四日（西元1181年8月25日） 改元養和。
- 治承六年五月二十七日（西元1182年6月29日） 改元壽永。

## 出處
- 《河圖》

## 逝世
- 治承三年：平重盛。
- 治承五年：平清盛。

## 大事記
- 治承元年；鹿谷陰謀敗露。
- 治承三年十一月：平清盛發動政變，軟禁後白河法皇。
- 治承四年四月：以仁王發佈討伐平氏的令旨。源平合戰展開。
- 治承四年六月：平清盛遷都福原。
- 治承四年八月：源賴朝起兵伊豆。
- 治承四年十月：富士川戰役爆發。
- 治承五年閏二月四日：平清盛死去，享年六十四嵗。

## 紀年、西曆、干支對照表
| 治承       | 元年   | 二年   | 三年   | 四年   | 五年     | 六年     | 七年     | 八年     |
| 平氏之年號 |        |        |        |        | 養和元年 | 壽永元年 | 壽永二年 | 壽永三年 |
| 儒略曆日期 | 1177年 | 1178年 | 1179年 | 1180年 | 1181年   | 1182年   | 1183年   | 1184年   |
| 干支       | 丁酉   | 戊戌   | 己亥   | 庚子   | 辛丑     | 壬寅     | 癸卯     | 甲辰     |